# 民族激進陣營
民族激進陣營（波蘭語：Obóz Narodowo-Radykalny），又譯全國激進陣營、國家激進陣營，是波蘭在第二次世界大戰期間存在的政治組織，該黨由波蘭右翼政治人物安德烈·維特科夫斯基領導。其成員主要來自波蘭民族民主黨的青年激進分子組成，他們主張建立一個反共與反猶的民族國家，因而在1934年4月14日建立該組織。

## 歷史

### 成立及背景
1921年，義大利王國舉行國會選舉，義大利國家法西斯黨只取得105個席次，法西斯黨黨魁貝尼托·墨索里尼因不滿選舉結果，於是號召3萬人組成黑衫軍，並進軍羅馬，結果政變成功，墨索里尼奪權並改組內閣，建立了法西斯義大利。這場政變的成功，醞釀了全球法西斯運動的崛起。
1934年，民族黨的激進派受到了義大利法西斯主義的影響， 於4月14日成立了民族激進陣營。其成員反對內閣議會民主制度，主張建立一個中央集權的單一民族國家。民族激進陣營的成員大多為青年，1930年代成立之初，造成波蘭境內的反猶暴力事件，是波蘭最具廣泛影響力的反共與反猶政黨。此外，除了民族黨及民族民主方陣的成員外，更有大波蘭營的支持。大波蘭營的前成員安德烈·維特科夫斯基、亨里克·羅利茨基及亨里克·羅斯曼就是民族激進陣營成立成功的推手，他們主張支持「階級團結」、外國和猶太人擁有的公司的國有化以及反猶太法律的訂定。

### 經過
民族激進陣營的成立之初，獲得青少年與學生的支持，民族激進陣營不僅公開支持反猶大屠殺，甚至展開針對猶太人的襲擊。民族激進陣營組織戰鬥小隊，攻擊猶太人和左翼政客，破壞與掠奪猶太人財產，並挑起警察與猶太人的衝突。由於參與抵制猶太人擁有的商店，以及對左翼工人示威活動的多次襲擊，民族激進陣營於1934年7月被取締。參與暴動的成員被押往別列扎卡爾圖斯卡監獄關押，民族激進陣營也因此分裂。
1934年7月被取締後，民族激進陣營分裂成兩個派系，分別為博萊斯瓦夫·皮亞塞茨基領導的民族激進方陣派（ONR-Falanga）及亨里克·羅斯曼領導的民族激進ABC派（ONR-ABC）。方陣派的名稱是來自波蘭語Falanga的翻譯，其中文又譯為長槍；ABC派則是以他們的黨報《ABC期刊雜誌》作為命名。最終，波蘭政府認定民族激進方陣及民族激進ABC皆為非法組織。

### 第二次世界大戰
1939年9月，德國發動白色方案入侵波蘭，第二次世界大戰歐洲戰場開始，德國與蘇聯瓜分波蘭，並在波蘭佔領區成立波蘭總督府，作為德意志化的領土。此時民族激進ABC及民族激進方陣都創建了地下抵抗組織，但他們不願承認波蘭地下國作為波蘭流亡政府的存在，更甚至與其他成員發生內鬥，拒絕與其合作。民族激進ABC轉變為薩尼克集團，其軍事部門成為蜥蜴聯盟（Związek Jaszczurczy）；而民族激進方陣創建了地下抵抗組織民族聯盟；然而仍有其他成員不願加入他們，並在德國佔領波蘭期間，許多前民族激進陣營活動人士都加入國家武裝軍隊抵抗組織。在第二次世界大戰後，新成立的波蘭人民共和國永久流放了許多民族激進陣營成員，並將他們視為「國家的敵人」。